# Португальский бриллиант
Португальский бриллиант — это большой восьмиугольный бриллиант, который известен своей безупречностью и чистотой. Он весит 127,01 карата (25,402 г).
При ультрафиолетовом освещении камень дает сильное свечение; при дневном или искусственном освещении он излучает мягкое свечение и голубоватую дымку.
Название «Португальский бриллиант» было дано Гарри Уинстоном, который приобрел его у танцовщицы Пегги Хопкинс Джойс, она была известна своими многочисленными браками и романами с богатыми мужчинами. В 1963 году Уинстон продал бриллиант Смитсоновскому институту.

## История
Согласно одной из легенд, бриллиант был добыт в Бразилии в XVIII веке и стал частью драгоценностей португальской короны; однако нет никаких документов, подтверждающих этот факт. По документально подтвержденным сообщениям о бриллианте известно то, что он, скорее всего, был найден на главной шахте в Кимберли, Южная Африка, в начале 20-го века, после чего он был куплен и принадлежал целому ряду частных лиц.
Камень был впервые задокументирован как принадлежащий американской ювелирной компании Black, Starr & Frost. В феврале 1928 года танцовщица, Пегги Хопкинс Джойс приобрела его за жемчужное ожерелье стоимостью 350 000 долларов и 23 000 долларов наличными. Она вставила его в свой платиновый чокер. В 1951 году Гарри Уинстон купил бриллиант у Джойс и добавил его в свою коллекцию. В 1963 году он продал его Смитсоновскому институту в обмен на 3800 карат (760 г) более мелких алмазов.